# A Bola
Pour l’article homonyme, voir A Bola (journal).
A Bola est une commune de la province d'Ourense en Espagne située dans la communauté autonome de Galice.

## Personnalités liées à la commune
- Manuel Vázquez Outeiriño (1940-2023), instituteur dans la commune, père du célèbre magistrat galicien José Antonio Vázquez Taín[1].